# جایزه ولف در شیمی
جایزه ولف در شیمی سالی یک بار توسط بنیاد ولف در اسرائیل اهدا می‌شود. این یکی از شش جایزه ولف است؛ که توسط این بنیاد از سال ۱۹۷۸ به آن اعطا می‌شود. بقیه در بخش‌های کشاورزی، ریاضیات، پزشکی، فیزیک و هنر هستند.

## برندگان[۱]
| سال    | برنده                                            | ملیت                                                                       | برای      |
| ------ | ------------------------------------------------ | -------------------------------------------------------------------------- | --------- |
| ۱۹۷۸   | کارل جراسی                                       | اتریش / ایالات متحده آمریکا                                                |           |
| ۱۹۷۹   | هرمان فرانسیس مارک                               | اتریش / ایالات متحده آمریکا                                                |           |
| ۱۹۸۰   | هنری ایرینگ                                      | مکزیک / ایالات متحده آمریکا                                                |           |
| ۱۹۸۱   | جوزف چات                                         | بریتانیا                                                                   |           |
| ۱۹۸۲   | چارلز پولانی                                     | کانادا                                                                     |           |
| ۱۹۸۲   | جرج سی. پیمنتل                                   | ایالات متحده آمریکا                                                        |           |
| ۱۹۸۳/۴ | هربرت اس. گوتوسکی                                | ایالات متحده آمریکا                                                        |           |
| ۱۹۸۳/۴ | هاردن ام. مک‌کانل                                 | ایالات متحده آمریکا                                                        |           |
| ۱۹۸۳/۴ | جان اس. وا                                       | ایالات متحده آمریکا                                                        |           |
| ۱۹۸۴/۵ | رادولف مارکوس                                    | کانادا / ایالات متحده آمریکا                                               |           |
| ۱۹۸۶   | الیاس کوری                                       | ایالات متحده آمریکا                                                        |           |
| ۱۹۸۶   | آلبرت اشنموزر                                    | سوئیس                                                                      |           |
| ۱۹۸۷   | دیوید چیلتون فیلیپس دیوید مروین بلو              | بریتانیا · بریتانیا                                                        |           |
| ۱۹۸۸   | جوشوا جورتنر رافائل دیوید لواین                  | اسرائیل · اسرائیل                                                          |           |
| ۱۹۸۹   | دولیو آریگونی آلن آر. باترزبای                   | سوئیس · بریتانیا                                                           |           |
| ۱۹۹۰   | اهدا نشد.                                        | اهدا نشد.                                                                  | اهدا نشد. |
| ۱۹۹۱   | ریچارد ارنست                                     | سوئیس                                                                      |           |
| ۱۹۹۱   | الکساندر پاینز                                   | رودزیا / ایالات متحده آمریکا                                               |           |
| ۱۹۹۲   | جان پاپل                                         | بریتانیا                                                                   |           |
| ۱۹۹۳   | احمد حسن زویل                                    | مصر / ایالات متحده آمریکا                                                  |           |
| ۱۹۹۴/۵ | ریچارد لرنر پیتر جی. شولتز                       | ایالات متحده آمریکا · ایالات متحده آمریکا                                  |           |
| ۱۹۹۵/۶ | گیلبرت استورک ساموئل جی. دانیشفسکی               | ایالات متحده آمریکا · ایالات متحده آمریکا                                  |           |
| ۱۹۹۶/۷ | اهدا نشد.                                        | اهدا نشد.                                                                  | اهدا نشد. |
| ۱۹۹۸   | گرهارد ارتل گابور ای. سومورجای                   | آلمان; · مجارستان / ایالات متحده آمریکا                                    |           |
| ۱۹۹۹   | ریموند لومیو                                     | کانادا                                                                     |           |
| ۲۰۰۰   | اف. آلبرت کتان                                   | ایالات متحده آمریکا                                                        |           |
| ۲۰۰۱   | آنری کاگان ریوجی نویوری کارل شارپلس              | فرانسه · ژاپن · ایالات متحده آمریکا                                        |           |
| ۲۰۰۲/۳ | اهدا نشد.                                        | اهدا نشد.                                                                  | اهدا نشد. |
| ۲۰۰۴   | هری بی. گری                                      | ایالات متحده آمریکا                                                        |           |
| ۲۰۰۵   | ریچارد زار                                       | ایالات متحده آمریکا                                                        |           |
| ۲۰۰۶/۷ | عادا یونات جرج فهر                               | اسرائیل · ایالات متحده آمریکا                                              |           |
| ۲۰۰۸   | ویلیام اسکو مورنر آلن جی. بارد                   | ایالات متحده آمریکا · ایالات متحده آمریکا                                  |           |
| ۲۰۰۹   | اهدا نشد.                                        | اهدا نشد.                                                                  | اهدا نشد. |
| ۲۰۱۰   | اهدا نشد.                                        | اهدا نشد.                                                                  | اهدا نشد. |
| ۲۰۱۱   | استوارت ای. رایس چینگ وی تانگ کریشتوف ماتیاشفسکی | ایالات متحده آمریکا; · ایالات متحده آمریکا; · لهستان / ایالات متحده آمریکا |           |
| ۲۰۱۲   | پل آلیویساتوس                                    | ایالات متحده آمریکا                                                        |           |
| ۲۰۱۲   | چارلز لایبر                                      | ایالات متحده آمریکا                                                        |           |
| ۲۰۱۳   | رابرت اس. لانگر                                  | ایالات متحده آمریکا                                                        |           |
| ۲۰۱۴   | چی-هوی وونگ                                      | تایوان / ایالات متحده آمریکا                                               |           |
| ۲۰۱۵   | اهدا نشد.                                        | اهدا نشد.                                                                  | اهدا نشد. |
| ۲۰۱۶   | کی. سی. نیکولاو                                  | قبرس / ایالات متحده آمریکا                                                 |           |
| ۲۰۱۶   | استوارت شریبر                                    | ایالات متحده آمریکا                                                        |           |
| ۲۰۱۷   | رابرت جی. برگمن                                  | ایالات متحده آمریکا                                                        |           |
| ۲۰۱۸   | عمر مونس یاغی                                    | اردن / ایالات متحده آمریکا                                                 |           |
| ۲۰۱۸   | ماکوتو فوجیتا                                    | ژاپن                                                                       |           |
| ۲۰۱۹   | استفان ال. بوشوالد جان اف. هارتویگ               | ایالات متحده آمریکا · ایالات متحده آمریکا                                  |           |

## یادداشت ها و منابع
1. ↑  Wolf Prize Recipients in Chemistry